# NGC 806
NGC 806 è una galassia a spirale situata nella costellazione della Balena, a una distanza di circa 177 milioni di anni luce dalla nostra Via Lattea.

## Scoperta
La galassia è stata scoperta il 1 novembre 1886 dall'astronomo statunitense Lewis Swift.

## Descrizione
NGC 806 ha una classe di luminosità III-IV e presenta una larga riga a 21 cm dell'idrogeno neutro.
Nella galassia sono presenti anche regioni di idrogeno ionizzato.
NGC 806 e PGC 3100716 formano una coppia di galassie in interazione gravitazionale. Le due galassie sono in collisione o sono il risultato di una passata collisione.
La galassia PGC 3100716 viene anche denominata NGC 806-2 e compare con la denominazione SHOC 103 sul database NASA/IPAC.